# Amata metan
Amata metan är en fjärilsart som beskrevs av Arnold Pagenstecher. Amata metan ingår i släktet Amata och familjen björnspinnare. Inga underarter finns listade i Catalogue of Life.